# 4348 Poulydamas
4348 Poulydamas је Јупитеров тројански астероид са средњом удаљеношћу од Сунца која износи 5,247 астрономских јединица (АЈ).
Апсолутна магнитуда астероида је 9,2.